# Artatama II
Artatama II, uzurpator – rościł sobie prawo  do tronu królewskiego Mitanni w czasie rządów króla Tuszratty w XIV w. p.n.e. Z dokumentu traktatowego Szattiwaza-Suppiluliuma wynika, że Suppiluliuma I zawarł traktat z Artatamą II, rywalem Tuszratty. Nic nie wiadomo na temat wcześniejszych losów Artatamy II, ani jego związków, o ile takie w ogóle istnieją, z rodziną królewską. Mógł on być bratem Tuszratty lub należeć do rywalizującej linii królewskiego rodu. Dokument nazywa go królem Hurytów, podczas gdy Tuszratta zyskał tytuł „króla Mitanni”. Po nim panował jego syn Szuttarna III.